# 張文鑄
張 文鑄（ちょう ぶんちゅう、繁体字: 張文鑄; 簡体字: 张文铸; 拼音: Zhāng Wénzhù; ウェード式: Chang Wen-chuh）は、中華民国・満州国の軍人。字は鼎元。布特哈総管管轄区（現在の黒竜江省訥河市）の人。

## 事績
保定陸軍軍官学校第8期を卒業生。1923年（民国12年）3月、陸軍軍官養成所騎兵区隊長となり、同年中に騎兵第12団少校団附、騎兵第4旅参謀長を兼任する。翌1924年（民国13年）7月に黒竜江省第2旅参軍官となった。1925年（民国14年）2月に騎兵第5旅参謀長、9月に騎兵第4旅上校参謀長、12月に第8軍上校参謀と歴任している。1927年（民国16年）3月に第8軍軍部参謀処長となり、翌年4月には騎兵第17団団長、12月には歩兵第6団団長へと昇進・歴任した。1930年（民国19年）2月、騎兵第2団団長に転じている。
1931年（民国20年）9月の満州事変勃発後は関東軍に呼応し、馬占山討伐などに参画した。同年11月、騎兵第1旅参謀長に任ぜられ、満州国建国後の1932年（大同元年）4月1日に、黒竜江省警備司令部少将参謀長となっている。同年5月に第1支隊司令、7月に騎兵第1旅少将旅長と歴任し、9月1日に黒竜江省警備司令部少将司令官に就任した。翌1933年（大同2年）4月1日に中将司令官に昇進している。1934年（康徳元年）7月21日に第3軍管区司令（管轄：チチハル）、1939年（康徳6年）に第7軍管区司令（管轄：ジャムス）、1942年（康徳9年）1月15日に第4軍管区司令（管轄：ハルピン）と歴任した。同年9月に陸軍上将へ昇進、1944年（康徳11年）4月24日に吉興の後任として侍従武官長に任ぜられた。
満州国滅亡後、張文鑄は漢奸の罪に問われたとされるが、具体的な処分状況や没年等は不詳である。

## 注
1. 1 2 3 4  王ほか主編（1996）、920頁。
2. ↑  『大満洲帝国名鑑』「黒竜江省」、1頁による。王ほか主編（1996）、920頁は「参謀長」とする。
3. ↑  以上の軍歴は『大満洲帝国名鑑』「黒竜江省」、1頁による。なお王ほか主編（1996）、920頁によれば、いずれも時期は不明だが、騎兵第6団団長、（黒竜江省？）督軍公署参謀長も歴任したとしている。
4. ↑  『大満洲帝国名鑑』「黒竜江省」、1頁。
5. ↑  郭主編（1990）、1865-66頁。
6. ↑  郭主編（1990）、1766頁。